# Massagalls
El Massagalls és una muntanya de 1.034 metres que es troba al municipi de les Llosses, a la comarca catalana del Ripollès.